# Mont Kabuto
Le mont Kabuto (甲山, Kabuto-yama) est une colline culminant à 309 m d'altitude à Nishinomiya dans la préfecture de Hyōgo au Japon, à l'extrémité orientale des monts Rokkō.
Il s'agit d'un inselberg, reliquat d'un volcan éteint dont la dernière éruption est estimée s'être produite il y a environ 12 millions d'années. Cette montagne se trouve dans le parc forestier Kabutoyama.

## Histoire
Le Kannō-ji au milieu de la colline témoigne de la longue histoire du culte par les habitants autour de la montagne.
Le mont a la forme d'un casque, kabuto en japonais. Selon la mythologie japonaise, c'est parce que l'impératrice Jingū a enterré son casque lorsqu'elle est partie soumettre Silla, dynastie de la péninsule coréenne, que la montagne a été nommée Kabutoyama, littéralement « montagne casque ».